# August Wilde (Politiker)
August Wilde (* 3. September 1868 in Neustadt in Oberschlesien; † 26. Februar 1940 in Glauchau) war ein sozialdemokratischer Politiker und Landtagsabgeordneter in Sachsen. 

## Leben
Der Sohn eines Schuhmachers absolvierte nach dem Besuch der Volksschule eine Lehre als Weber und ging anschließend auf Wanderschaft. Bis 1904 war er als Fabrikarbeiter in einer Weberei tätig. Von 1905 bis 1919 arbeitete er als angestellter Buchhändler in der Volksbuchhandlung in Glauchau. 
Seit dem Jahr 1891 war Wilde Mitglied des Vorstandes der SPD in Glauchau. In den Jahren von 1906 bis 1917 war er für die SPD Stadtverordneter. Von 1909 bis 1918 vertrat Wilde den 15. städtischen Wahlkreis in der Zweiten Kammer des Sächsischen Landtags. Während der Novemberrevolution wurde er zum Vorsitzenden des Arbeiter- und Soldatenrates in Glauchau gewählt. In den Jahren 1919/20 war er Mitglied der Sächsischen Volkskammer und von 1926 bis 1933 wieder Mitglied des Sächsischen Landtages. Außerdem war Wilde 1918/19 als unbesoldeter und von 1919 bis 1932 als besoldeter Stadtrat in Glauchau tätig. Beruflich trat er auch als Verleger der Glauchauer Volksstimme und als Buchhändler in Erscheinung. 
Über sein Leben nach 1933 ist nichts bekannt.

## Ehrungen
In der DDR wurde der Carolapark in Glauchau nach August Wilde benannt. Die Umbenennung wurde 1991 wieder rückgängig gemacht.